# Accumulo
Accumulo est un système de gestion de base de données créé par la NSA et légué à la fondation Apache en 2011.
Le logiciel est écrit en Java et a été développé dès 2008. Il n'utilise pas le SQL mais utilise un système de clés/valeurs et est donc classé dans la catégorie des bases de données NoSQL. Il a la particularité de fournir une fonction de sécurité permettant de limiter l'accès à chaque donnée clé/valeur en fonction de l'utilisateur authentifié.
Ce logiciel utilise le système de fichier HDFS (Hadoop Distributed File System).